# École spéciale militaire de Saint-Cyr
De École spéciale militaire de Saint-Cyr is de grootste militaire academie voor kandidaat-officieren in Frankrijk.
De school wordt meestal "Saint-Cyr" genoemd (zoals Sandhurst in Engeland en West Point in de Verenigde Staten) en officieren die er zijn afgestudeerd staan bekend als Saint-Cyriens.
De school werd gesticht in 1802 door 'eerste consul' Napoleon Bonaparte en was aanvankelijk gevestigd in Fontainebleau. In 1808 werd ze ondergebracht in het gebouw van het Maison royale de Saint-Louis, een voormalig elitair meisjespensionaat dat Madame de Maintenon had opgericht in het plaatsje Saint-Cyr bij Parijs (de plaats werd later ter ere van de school omgedoopt in Saint-Cyr-l'École). 
Als gevolg van de Duitse bezetting van Parijs tijdens de Tweede Wereldoorlog werd de school in 1940 overgeplaatst naar Aix-en-Provence, waar ze werd opgedoekt toen ook deze stad in 1942 onder Duitse bezetting kwam. Omdat het gebouw in Saint-Cyr zwaar beschadigd was door een bombardement, werd de school na de bevrijding van Frankrijk eind 1944 voorlopig ondergebracht in Coëtquidan, gemeente Guer, in het Bretonse departement Morbihan, waar de school al een oefenterrein had. In 1957 werd beslist dat de school in Coëtquidan zou blijven, maar "Saint-Cyr" bleef behouden in de officiële naam.  

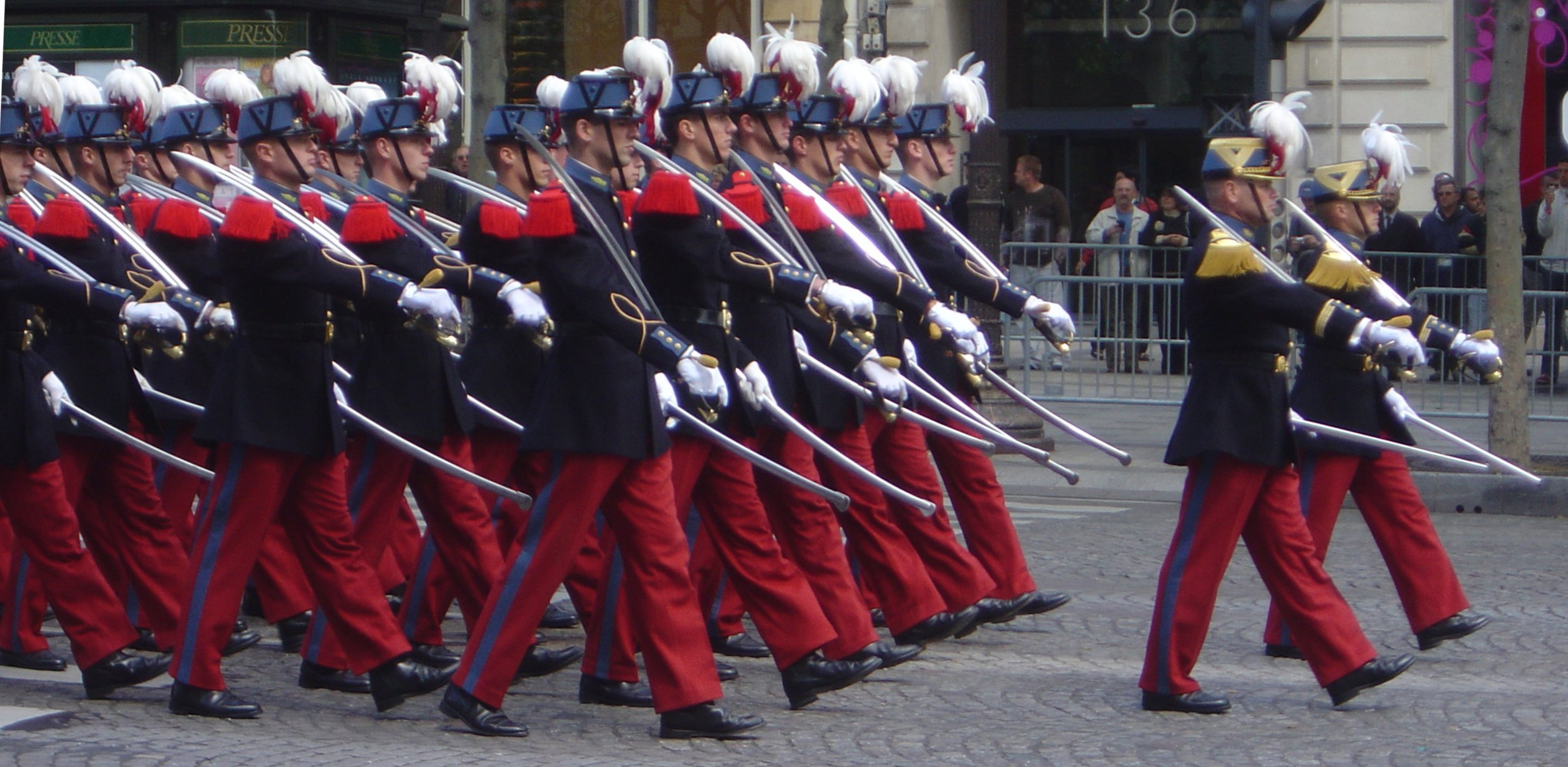
Marcherende cadetten

## Bekende alumni
- Ion Antonescu
- Charles de Foucauld
- Charles de Gaulle
- Lodewijk II van Monaco
- Philippe Pétain
- Alphonse Juin